# Sungai Ketupak
Sungai Ketupak is een bestuurslaag in het regentschap Ogan Komering Ilir van de provincie Zuid-Sumatra, Indonesië. Sungai Ketupak telt 995 inwoners (volkstelling 2010).